# Brzozie (powiat brodnicki)
Brzozie (daw. Polskie Brzozie) – wieś w Polsce położona w województwie kujawsko-pomorskim, w powiecie brodnickim, w gminie Brzozie.
Miejscowość jest siedzibą gminy Brzozie.

## Demografia
Według Narodowego Spisu Powszechnego (III 2011 r.) liczyło 1114 mieszkańców. Jest największą miejscowością gminy Brzozie.

## Historia
W latach 1954–1972 wieś należała i była siedzibą władz gromady Brzozie. W latach 1975–1998 miejscowość należała administracyjnie do województwa toruńskiego.

## Zabytki
Według rejestru zabytków NID na listę zabytków wpisany jest drewniany kościół parafialny pw. Wszystkich Świętych z 1826, nr rej.: A/244 z 20.07.1983.

## Związki wyznaniowe
We wsi znajduje się parafia pw. Wszystkich Świętych.